# María Alicia Domínguez
María Alicia Domínguez (Buenos Aires, 6 de septiembre de 1904-Buenos Aires, 9 de abril de 1988) fue una poeta, novelista y ensayista argentina.

## Biografía
Se tituló como Maestra Normal y profesora en Letras, recibida en el Instituto Nacional del Profesorado de Lenguas Vivas, ejerciendo la docencia en los Institutos Mitre y Bernasconi, en los Colegios Nacionales Julio A. Roca y Domingo F. Sarmiento y en el Normal 6, todos ellos en la capital argentina. 
Inició su prolífica carrera literaria en 1925 con el libro de poemas La rueca (1925). Su obra abarca más de 30 títulos e incluye novelas, como Vidas de una calle (1955), y ensayos, como El cultivo de la imaginación infantil (1932). Entre sus textos de literatura infantil destacan Rosas en la nieve (poema, 1945), Ginés del mar (novela, 1976), El niño que olvidó su nombre (relato, 1977), Cocotón (teatro, 1977), y Canciones de Mari-Alas (poesía, 1978).
Colaboró en la Editorial Columba con textos para el semanario Intervalo, en las décadas de 1950 y 1960.
Cuando abandonó la docencia, se dedicó a escribir literatura infantil, de la que fue una persistente difusora.

## Vida personal
Mantuvo en su juventud una relación sentimental con Leopoldo Lugones, e incluso hay quien atribuye el suicidio del escritor a un desengaño amoroso con ella, o a la presión del hijo para que la abandonara.
Se casó con el editor Fernando Foyatier.

## Premios
- Premio Municipal de Poesía de Buenos Aires (1966)
- Faja de Honor de La Sociedad Argentina de Escritores (1967)
- Cruz de Madera otorgada por el Instituto de Estudios Franciscanos (1973)
- Premio Nacional de Literatura Infantil (1983).
- Premio Konex 1984: Literatura para Niños